# Сигени, Хишам
Хишам Сигени (Ас-Сигени; фр. Hicham Al-Siguéni, араб. هشام السغيني‎) — марокканский легкоатлет, бегун на 3000 метров с препятствиями. Бронзовый призёр чемпионата мира среди юниоров 2012 года.
Участвовал на Олимпийских играх 2012 года, на которых не смог выйти в финал.
В сезоне 2015 года выиграл мемориал Йозефа Одложила с результатом 8.21,10. 30 июля впервые в карьере стал победителем этапа Бриллиантовой лиги Stockholm Bauhaus Athletics, установив новый личный рекорд — 8.16,54.